# Killshot (film)
Pour les articles homonymes, voir Killshot.
Pour plus de détails, voir Fiche technique et Distribution.
Killshot ou D'un coup, d'un seul au Québec est un film américain réalisé par John Madden, sorti en 2008. Il s'agit de l'adaptation du roman du même titre d’Elmore Leonard.

## Synopsis
Surnommé The Blackbird, Armand Degas est tueur à gages. Il est très marqué pour avoir tué par erreur son petit frère lors de l'exécution d'un contrat. Après avoir tué un homme à Détroit, il veut prendre sa retraite. Il retourne sur l'île Walpole dans la réserve des Premières Nations où il a grandi.
Armand croise par la suite Richie Nix, un braqueur hystérique, qui lui rappelle son jeune frère décédé. Ensemble ils décident de récupérer une somme d'argent auprès d'un agent immobilier nommé Nelson Davies que Richie fait chanter. Wayne et Carmen Colson, un couple en plein divorce, sont témoins de la scène. Après un quiproquo, Wayne s'interpose et fait fuir les deux criminels. Armand parvient ensuite à retrouver la maison de Wayne, à Algonac. Après un échange de coups de feu, Carmen parvient à les faire fuir. Wayne et Carmen sont ensuite envoyés à Saint-Louis, au sein du programme de protection des témoins.
Assisté de l'incontrôlable Richie, Armand va tout faire pour les retrouver. Il doit par ailleurs faire face aux hommes de son dernier commanditaire, un parrain de la mafia de Toronto.

## Fiche technique
Sauf indication contraire, les informations mentionnées dans cette section peuvent être confirmées par la base de données cinématographiques IMDb,  présente dans la section « Liens externes ».
- Titre original et français : Killshot
- Titre québécois : D'un coup, d'un seul
- Réalisation : John Madden
- Scénario : Hossein Amini, d’après le roman Killshot d’Elmore Leonard
- Musique : Klaus Badelt
- Décors : Andrew Jackness
- Photographie : Caleb Deschanel
- Montage : Mick Audsley et Lisa Gunning
- Production : Lawrence Bender et Richard N. Gladstein
- Coproduction : Jim Powers et David Webb
- Production déléguée : John Madden, Elmore Leonard, Erica Steinberg, Harvey Weinstein et Bob Weinstein
- Sociétés de production : The Weinstein Company, FilmColony et Lawrence Bender Productions
- Société de distribution : Third Rail Releasing (États-Unis)
- Pays de production :  États-Unis
- Langue originale : anglais
- Format : couleur — 35 mm — 2,35:1 — son Dolby Digital
- Genre : action, drame, thriller
- Durée : 95 minutes
- Dates de sortie :
  - Israël : 13 novembre 2008
  - États-Unis : 23 janvier 2009 (sortie limitée)
  - France : 2 mars 2010 (directement en DVD[3]).

## Distribution
- Diane Lane (VF : Nathalie Regnier ; VQ : Anne Bédard) : Carmen Colson
- Mickey Rourke (VF : Michel Vigné ; VQ : Benoit Rousseau) : Armand « The Blackbird » Degas
- Joseph Gordon-Levitt (VF : Alexis Tomassian ; VQ : Sébastien Reding) : Richie Nix
- Thomas Jane (VF : Xavier Fagnon ; VQ : Gilbert Lachance) : Wayne Colson
- Rosario Dawson (VF : Dorothée Pousséo ; VQ: Hélène Mondoux) : Donna
- Don McManus (VF : Guy Chapellier ; VQ : Sébastien Dhavernas) : Nelson Davies
- Lois Smith (VF : Arlette Thomas ; VQ : Élizabeth Chouvalidzé) : Lenore
- Hal Holbrook (VF : Marc Cassot) : Papa
- Richard Zeppieri (VF : Julien Kramer) : le gendre / chef mafieux
- Tom McCamus (VF : Guy Chapellier) : l'agent du FBI Paul Scallen
- Karen Robinson : la deuxième agent du FBI
- Johnny Knoxville : Ferris Britton (coupé au montage[4])

Source et légende : version française (VF) sur Symphonia Films (la société de doublage)

## Production

### Genèse et développement
Le roman Killshot d'Elmore Leonard avait failli être plusieurs fois adapté. En 1989, Bruce Willis en acquiert les droits et veut tenir le rôle de Wayne Colson. Au milieu des années 1990, Bob et Harvey Weinstein tentent de monter le film via leur société Miramax. En 2002, un projet d'adaptation de Killshot doit être mise en scène par Tony Scott, avec Robert De Niro et Quentin Tarantino dans les rôles respectifs d'Amand Degas et Richie Nix,.
En 2005, il est annoncé que le projet va se concrétiser avec John Madden à la réalisation et Quentin Tarantino comme producteur exécutif. Finalement, Quentin Tarantino n'est pas crédité au générique, alors que ses fréquents collaborateurs Lawrence Bender, Richard N. Gladstein et Erica Steinberg participent à la production.
Sandra Bullock et Viggo Mortensen étaient pressentis pour incarner le couple de Carmen et Wayne Colson, tandis que John Travolta l’était pour le rôle d'Armand Degas. Justin Timberlake a un temps été envisagé pour interpréter le rôle de Richie Nix,.
Les cinéastes Sydney Pollack et Anthony Minghella ont officié comme script doctors sur le film. Ils sont tous deux décédés en 2008, et le film est dédié à leur mémoire.

### Tournage
Le tournage a lieu entre octobre 2005 et janvier 2006. Il se déroule au Missouri (Cap Girardeau), au Michigan (Détroit), ainsi qu'en Ontario au Canada (Toronto, Port Perry, Uxbridge) .

### Postproduction
Après des projections test négatives, le film est remonté. Le public testé n'appréciait notamment pas le personnage du policier corrompu Ferris Britton incarné par Johnny Knoxville ainsi qu'une intrigue trop confuse. La sortie sera repoussée en raison du tournage de nouvelles scènes (reshoots) bien après la fin du tournage principal,. Cela retarde la sortie américaine, décalée de mars à octobre.

## Accueil
Le film reçoit des critiques globalement négatives. Sur l'agrégateur américain Rotten Tomatoes, il récolte 29 % d'opinions favorables pour 7 critiques et une note moyenne de 4.8⁄10.
Sorti directement en vidéo dans la plupart des pays, Killshot ne connait qu'une sortie limitée en salles. Il ne récolte que 18 643 dollars sur le sol américain pour un total mondial de 2 961 647 dollars.